# هايكو (الصين)
هايكو (بالصينية: 海口市) هي العاصمة والمدينة الأكثر اكتظاظًا بالسكان في مقاطعة هاينان الصينية. تقع مدينة هايكو على الساحل الشمالي لهاينان عند مصب نهر ناندو ‏. الجزء الشمالي من المدينة هو منطقة جزيرة هايديان ‏، وهي مفصولة عن الجزء الرئيسي من هايكو بنهر هايديان ‏، أحد فروع نهر ناندو. من الناحية الإدارية، هايكو هي مدينة على مستوى محافظة ‏، وتضم أربع مناطق، وتغطي مساحة 2,280 كيلومتر مربع (880 ميل2). هناك 2,046,189 ساكنًا في المنطقة العمرانية يعيشون جميعًا ضمن الأحياء الحضرية الأربعة للمدينة.
كانت هايكو في الأصل مدينة ساحلية، وكانت بمثابة ميناء مقاطعة تشيونغشان ‏. ظلت هايكو وهاينان تحت السيطرة القومية حتى عملية الهبوط في جزيرة هاينان، عندما سقطت في أيدي الشيوعيين. في الوقت الحالي، لا يزال أكثر من نصف إجمالي تجارة الجزيرة يمر عبر موانئها. يقع معبد اللوردات الخمسة ‏ في جنوب شرق المدينة.
المدينة هي موطن لجامعة هاينان ‏، وهي جامعة بحثية شاملة في إطار مشروع 211 ‏ وخطة جامعة الدرجة الأولى المزدوجة ‏ في بعض التخصصات، التي يقع حرمها الجامعي الرئيسي في جزيرة هايديان.

## تاريخ
تتألف أحرف هانزي من اسم المدينة (海口)، وتعني المحيط/البحر والفم/الميناء، على التوالي. ومن ثمّ، فإن اسم «هايكو» هو أيضًا كلمة لـ «ميناء بحري» - على غرار بورتسموث في بريطانيا.[بحاجة لمصدر] شغلت هايكو في الأصل كميناء لمقاطعة تشيونغشان ‏، العاصمة الإدارية القديمة لجزيرة هاينان، الواقعة على بعد حوالي 5 كيلومترات (3.1 ميل) من الداخل إلى الجنوب الشرقي. كانت هايكو خلال تاريخها المبكر جزءًا من مقاطعة غوانغدونغ. في القرن الثالث عشر، تمّ تحصينها وأصبحت موقعًا عسكريًا في عهد سلالة مينغ (1368–1644). يقع الميناء غرب مصب نهر ناندو، النهر الرئيسي في هاينان. عندما تم فتح تشيونغشان للتجارة الخارجية بموجب معاهدة تيانسين عام 1858، بدأ هايكو في منافسة المدينة الإدارية القديمة. كان يُعرف سابقًا دوليًا باسم (Hoihow)، بناءً على النطق الكانتوني من قبل ضباط الراج البريطاني. في عام 1926، تفوقت هايكو على تشيونغشان من حيث عدد السكان وأعلنت مدينة إدارية منفصلة.
ظلت مدينة وجزيرة هاينان تحت سيطرة القوميين حتى أبريل 1950، عندما سقطت في أيدي الشيوعيين خلال عملية الهبوط في جزيرة هاينان.
منذ عام 1949، حافظت هايكو على موقعها كميناء رئيسي لهاينان، حيث تعاملت مع أكثر من نصف التجارة الإجمالية للجزيرة. حلت محل تشيونغشان كعاصمة إدارية للجزيرة. في عام 1988، أصبحت هايكو مدينة على مستوى المحافظة وكذلك عاصمة مقاطعة هاينان التي تم إنشاؤها حديثًا.
تحتوي بلدة هايكو القديمة على جزء صغير من أقدم المباني في مدينة هايكو التي شيدها العائدون من الخارج. المنازل عبارة عن مزيج من الأساليب بما في ذلك البرتغالية والفرنسية وجنوب شرق آسيا. كانت الشوارع مقسمة إلى مناطق مختلفة لبيع الأدوية الصينية والغربية، والحرير والملابس، واحدة للأسماك واللحوم الطازجة، وأخرى لبيع البخور والشموع والورق والحبر وغيرها من البضائع.
تجري حاليًا مناقشة مشاريع مختلفة لتحديد أفضل طريقة لترميم هذه المباني التاريخية والحفاظ عليها.[بحاجة لمصدر]

## جغرافيا
تقع هايكو على الساحل الشمالي لجزيرة هاينان، بجانب خليج هايكو ‏، وتُقابل شبه جزيرة ليجو ‏ عبر مضيق تشيونغتشو ‏ الذي يمتد غربًا من خليج تونكين، بالقرب من فيتنام إلى المياه الضحلة «جيمس شول» المتاخمة لبحر الصين الجنوبي إلى الغرب. معظم المدينة منبسطة تمامًا وعلى ارتفاع بضعة أمتار فقط فوق مستوى سطح البحر. تبلغ مساحتها 2,304.84 كـم2 (889.90 ميل2). يمرّ نهر مايش ‏ عبر الجانب الشرقي من المدينة المتدفق شمالًا إلى نهر هايديان.
الجزء الشمالي من مدينة هايكو، منطقة جزيرة هايديان، مفصول عن الجزء الرئيسي من هايكو بنهر هايديان، أحد روافد نهر ناندو. يمكن الوصول إلى المنطقة عن طريق أحد الجسور الأربعة، أكبرها هو جسر هايكو سينشري ‏، الذي يربط منطقة جوماو بجزيرة هايديان عند مصب نهر هايديان. من الشرق إلى الغرب، يتم توفير وصلات الطرق الثلاثة المتبقية بواسطة جسور الرينمين وخبينج وشينبو.
تقع جزيرة شينبو ‏ في الشمال الشرقي مباشرة من هايكو، وإلى الشرق من جزيرة هايديان.

### المناخ
تقع هايكو على الحافة الشمالية للمنطقة الحارة، وهي جزء من نطاق التقارب بين المدارين. الفترة من أبريل إلى أكتوبر هي الفترة النشطة للعواصف الاستوائية والأعاصير، التي تحدث معظمها بين أغسطس وسبتمبر. من مايو إلى أكتوبر هو موسم الأمطار مع هطول الأمطار بغزارة في سبتمبر. مع موقعها على بعد 378 كم (235 ميل) جنوب مدار السرطان، تتمتع المدينة بمناخ مداري قاري (تصنيف كوبن للمناخ)، فوق مناخ رطب شبه مداري (تصنيف كوبن للمناخ).
يظهر الجدول التالي التغييرات المناخية على مدار السنة لهايكو:
| البيانات المناخية لـهايكو (1981–2010 العادي، المتطرف 1951–2015)                                                | البيانات المناخية لـهايكو (1981–2010 العادي، المتطرف 1951–2015) | البيانات المناخية لـهايكو (1981–2010 العادي، المتطرف 1951–2015) | البيانات المناخية لـهايكو (1981–2010 العادي، المتطرف 1951–2015) | البيانات المناخية لـهايكو (1981–2010 العادي، المتطرف 1951–2015) | البيانات المناخية لـهايكو (1981–2010 العادي، المتطرف 1951–2015) | البيانات المناخية لـهايكو (1981–2010 العادي، المتطرف 1951–2015) | البيانات المناخية لـهايكو (1981–2010 العادي، المتطرف 1951–2015) | البيانات المناخية لـهايكو (1981–2010 العادي، المتطرف 1951–2015) | البيانات المناخية لـهايكو (1981–2010 العادي، المتطرف 1951–2015) | البيانات المناخية لـهايكو (1981–2010 العادي، المتطرف 1951–2015) | البيانات المناخية لـهايكو (1981–2010 العادي، المتطرف 1951–2015) | البيانات المناخية لـهايكو (1981–2010 العادي، المتطرف 1951–2015) | البيانات المناخية لـهايكو (1981–2010 العادي، المتطرف 1951–2015) |
| الشهر | يناير                                                           | فبراير                                                          | مارس                                                            | أبريل                                                           | مايو                                                            | يونيو                                                           | يوليو                                                           | أغسطس                                                           | سبتمبر                                                          | أكتوبر                                                          | نوفمبر                                                          | ديسمبر                                                          | المعدل السنوي                                                   |
| --- | --------------------------------------------------------------- | --------------------------------------------------------------- | --------------------------------------------------------------- | --------------------------------------------------------------- | --------------------------------------------------------------- | --------------------------------------------------------------- | --------------------------------------------------------------- | --------------------------------------------------------------- | --------------------------------------------------------------- | --------------------------------------------------------------- | --------------------------------------------------------------- | --------------------------------------------------------------- | --------------------------------------------------------------- |
| الدرجة القصوى °م (°ف)                                                                                          | 33.5 (92.3)                                                     | 37.2 (99.0)                                                     | 38.1 (100.6)                                                    | 39.6 (103.3)                                                    | 38.8 (101.8)                                                    | 38.4 (101.1)                                                    | 38.7 (101.7)                                                    | 37.3 (99.1)                                                     | 36.0 (96.8)                                                     | 34.5 (94.1)                                                     | 34.7 (94.5)                                                     | 31.5 (88.7)                                                     | 39.6 (103.3)                                                    |
| متوسط درجة الحرارة الكبرى °م (°ف)                                                                              | 21.8 (71.2)                                                     | 22.9 (73.2)                                                     | 26.3 (79.3)                                                     | 30.7 (87.3)                                                     | 32.3 (90.1)                                                     | 33.7 (92.7)                                                     | 33.5 (92.3)                                                     | 32.6 (90.7)                                                     | 30.7 (87.3)                                                     | 29.1 (84.4)                                                     | 26.2 (79.2)                                                     | 22.4 (72.3)                                                     | 28.5 (83.3)                                                     |
| المتوسط اليومي °م (°ف)                                                                                         | 18.4 (65.1)                                                     | 19.4 (66.9)                                                     | 22.2 (72.0)                                                     | 26.0 (78.8)                                                     | 27.9 (82.2)                                                     | 29.0 (84.2)                                                     | 29.1 (84.4)                                                     | 28.6 (83.5)                                                     | 27.4 (81.3)                                                     | 26.0 (78.8)                                                     | 23.3 (73.9)                                                     | 19.8 (67.6)                                                     | 24.8 (76.6)                                                     |
| متوسط درجة الحرارة الصغرى °م (°ف)                                                                              | 16.1 (61.0)                                                     | 17.2 (63.0)                                                     | 19.6 (67.3)                                                     | 23.2 (73.8)                                                     | 25.1 (77.2)                                                     | 25.9 (78.6)                                                     | 26.0 (78.8)                                                     | 25.9 (78.6)                                                     | 25.0 (77.0)                                                     | 23.7 (74.7)                                                     | 21.0 (69.8)                                                     | 17.8 (64.0)                                                     | 22.2 (72.0)                                                     |
| أدنى درجة حرارة °م (°ف)                                                                                        | 2.8 (37.0)                                                      | 6.5 (43.7)                                                      | 6.4 (43.5)                                                      | 9.8 (49.6)                                                      | 16.3 (61.3)                                                     | 21.2 (70.2)                                                     | 21.0 (69.8)                                                     | 21.7 (71.1)                                                     | 17.5 (63.5)                                                     | 14.1 (57.4)                                                     | 10.0 (50.0)                                                     | 5.3 (41.5)                                                      | 2.8 (37.0)                                                      |
| معدل هطول الأمطار مم (إنش)                                                                                     | 20.3 (0.80)                                                     | 38.2 (1.50)                                                     | 50.4 (1.98)                                                     | 90.1 (3.55)                                                     | 175.6 (6.91)                                                    | 220.5 (8.68)                                                    | 214.7 (8.45)                                                    | 262.1 (10.32)                                                   | 255.8 (10.07)                                                   | 221.9 (8.74)                                                    | 72.4 (2.85)                                                     | 34.3 (1.35)                                                     | 1٬656٫3 (65.2)                                                  |
| متوسط الأيام الممطرة (≥ 0.1 mm)                                                                                | 8.4                                                             | 10.6                                                            | 10.1                                                            | 11.5                                                            | 16.5                                                            | 16.0                                                            | 15.0                                                            | 14.9                                                            | 14.3                                                            | 12.5                                                            | 7.9                                                             | 7.3                                                             | 145.0                                                           |
| متوسط الرطوبة النسبية (%)                                                                                      | 85                                                              | 87                                                              | 85                                                              | 82                                                              | 81                                                              | 81                                                              | 80                                                              | 82                                                              | 83                                                              | 79                                                              | 79                                                              | 80                                                              | 82                                                              |
| ساعات سطوع الشمس الشهرية                                                                                       | 109.1                                                           | 98.7                                                            | 137.3                                                           | 167.9                                                           | 218.1                                                           | 222.8                                                           | 251.3                                                           | 217.7                                                           | 193.8                                                           | 176.7                                                           | 144.8                                                           | 131.3                                                           | 2٬069٫5                                                         |
| نسبة وصول أشعة الشمس                                                                                           | 32                                                              | 31                                                              | 37                                                              | 45                                                              | 54                                                              | 56                                                              | 61                                                              | 55                                                              | 53                                                              | 49                                                              | 43                                                              | 39                                                              | 47                                                              |
| المصدر: إدارة الأرصاد الجوية الصينية (أيام هطول الأمطار والشمس المشرقة 1971–2000), درجات الحرارة القصوى الكُلية |                                                                 |                                                                 |                                                                 |                                                                 |                                                                 |                                                                 |                                                                 |                                                                 |                                                                 |                                                                 |                                                                 |                                                                 |                                                                 |

### البيئة
اعتبارًا من عام 2018، تمتلك هايكو ثاني أفضل جودة للهواء بين المدن الكبرى على الصعيد الوطني، وتسبقها فقط لاسا في التبت. ومع ذلك، منذ عام 2009 تقريبًا، وبسبب الزيادة في عدد السيارات، تفاقم تلوث الهواء إلى حد ما.
وفقًا للكتاب الإحصائي لعام 2005 الصادر عن المكتب الوطني للإحصاء، سجّلت هايكو أعلى نسبة بين المدن الصينية الرئيسية في جودة الهواء، مع 366 يومًا (2004) من جودة الهواء المحيط التي تساوي أو تزيد عن الدرجة الثانية، مع 0.033 ملليجرام2 فقط من الجسيمات المعلقة (أقل المدن الرئيسية)، و 0.003 ملليغرام2 من ثنائي أكسيد الكبريت (فقط لاسا كانت أقل)، و 0.013 مليغرام2 من ثنائي أكسيد النيتروجين (أقل المدن الرئيسية).
في عام 1995، بدأت حكومة مدينة هايكو مبادرة لتحسين نوعية الحياة لسكانها. بموافقة منظمة الصحة العالمية ووزارة الصحة، تم تنفيذ خطة من عشر نقاط لمعالجة قضايا مثل:
- الرعاية الصحية المجتمعية
- تطعيمات الأطفال
- تدوير النفايات
- أحزمة خضراء وأشجار حضرية
- المراحيض العامة (هذه متوفرة في جميع أنحاء المدينة، ومزودة بعُمّال، وتتم صيانتها جيدًا.)
- معالجة الصرف الصحي
- مجال الاتصالات
- التلوث الضوضائي

المياه الجوفية ذات معايير دولية،[بحاجة لتوضيح] وتُصنّف على أنها مياه معدنية.
بحلول عام 2004، أنشأت المدينة 43 مركزًا جديدًا للخدمات الصحية المجتمعية تصل إلى 85 بالمائة من السكان. زادت المبادرة من مساحة المساحات الخضراء في هايكو إلى 2000 هكتار، حيث تغطي الأشجار 40 في المائة من طرقها. انخفض التلوث الضوضائي من 61.1 ديسيبل إلى 58.2 ديسيبل. تم بناء 300 دورة مياه عامة. تتم الآن معالجة جميع النفايات السائلة الصناعية ومياه النفايات الصناعية والنفايات الصلبة وجميع مياه الصرف الصحي الحية من خلال مراكز معالجة المخلفات، ويتم التخلص منها دون أي تأثير بيئي. أدت هذه التحسينات وغيرها إلى زيادة متوسط العمر المتوقع في هايكو إلى 78.26 سنة.

كما قامت مدينة هايكو ببناء 163 قرية بيئية نموذجية. الآن، هناك أكثر من 200.000 قروي في 933 قرية لديهم مياه الصنبور في منازلهم.

### حملة شاملة لتحسين المدينة
خلال عامي 2015 و 2016، تم إجراء تحسينات واسعة النطاق للمدينة كجزء من مبادرة على مستوى المقاطعة تسمى «الإنشاء المزدوج» (双创). وصفتها مصادر حكومية بأنها حملة لخلق مدينة أنظف وخلق مدينة أكثر حضارة. وهي تركز على حركة المرور والتجارة، كما حسّنت أيضًا المظهر العام للمدينة، وعالجت تلوث الهواء الناجم عن انبعاثات الصناعة، بهدف ضمان سلامة مصادر مياه الشرب، وتحسين الأمن العام في أماكن مثل المستشفيات والمدارس ومراكز التسوق ومناطق الجذب للزوار.
تتضمن تفاصيل هذه التحسينات ما يلي:
- حركة المرور: تم تركيب العديد من معابر الشوارع الجديدة المزودة بإشارات ضوئية حول المدينة لتحسين المركبات ذات العجلتين (التي تتكون أساسًا من الدراجات النارية الكهربائية) وسفر المشاة. في جميع أنحاء المدينة، تمركزت فرق من الشرطة عند التقاطعات الرئيسية لضمان امتثال المركبات ذات العجلتين للقانون. على الرغم من وجود العديد من الممرات الجانبية لهذه الدراجات، إلا أن أرصفة المشاة الفعلية تعمل كطرق قانونية أحادية الاتجاه. تقوم الشرطة عند التقاطعات بإيقاف المركبات إما عن السير في الاتجاه الخطأ أو تشغيل الأضواء الحمراء. قد يُجبر الجناة على ارتداء وشاح أحمر، ووقف المخالفين الآخرين، وتوعيتهم.
- التجارة: في حوالي أغسطس 2015، أزالت فرق من الضباط جميع المباني غير القانونية تقريبًا المستخدمة في الأعمال التجارية في المدينة (حملة على مستوى المقاطعة). كانت هذه المباني عادةً ما تكون مصنوعة من المعدن المموج أو قوالب الطوب وكانت عبارة عن امتدادات لمتاجر أو ببساطة مساحة غير مستخدمة تم بناؤها. تم حظر الباعة الجائلين (معظمهم يبيعون الخضار أو الفاكهة)، كما تم حظر التشغيل الليلي لمواقع الشواء على جانب الطريق ووضع الطاولات على الأرصفة من قبل المطاعم. كانت عمليات الطعام الليلية هذه شائعة في جميع أنحاء المدينة.
- الطرق والأرصفة: تم إعادة تعبيد العديد من الطرق الصغيرة بما في ذلك الممرات الضيقة في الأحياء القديمة. كما تمت إصلاح العديد من الأرصفة بآجر جديد. يستخدم الطوب كمادة رصيف في هايكو بسبب كثرة أشجار اللبخ التي تشوه جذورها الرصيف المحيط.
- الهدم وإعادة الإعمار: تمّ -ولا يزال- هدم عدد من الأحياء بالكامل داخل المدينة مع إنشاء مبانٍ وطرق جديدة.
- بدءًا من بداية عام 2018 تقريبًا، موّلت حكومة المدينة طلاء وتكسية عدد من المباني في وسط المدينة.

### معالجة المياه والصرف الصحي
تتم معالجة مياه الصرف الصحي في هايكو وإمداد مياه الصنبور من قبل شركة مياه فيوليا ‏ الفرنسية. تمنح اتفاقية الخصخصة الجزئية 49 في المائة من ملكية شركة فيوليا في مشروع مشترك مدته 30 عامًا مع مجموعة مياه هايكو (2012 - 2042).

## التركيبة السكانية
وفقًا لتعداد عام 2010، يبلغ عدد سكان مدينة هايكو ممّن لهم الإقامة الدائمة نحو 2,046,189 نسمة، بزيادة قدرها 537,848 نسمة عن عدد السكان المُعلن في التعداد السكاني السابق في عام 2000. بلغ متوسط النمو السكاني السنوي خلال الفترة (2000-2010) نحو 3.1٪.
معظم سكان هايكو هم من الهان الصينيين (حوالي 97.75 في المائة، وفقًا لتعداد 2010).

## التقسيمات

### المناطق
هايكو مقسمة إلى أربع مناطق. المعلومات المقدمة هنا تستخدم بيانات تعداد 2010.
| الخريطة                                                          | الخريطة          | الخريطة      | الخريطة        | الخريطة             | الخريطة         |
| ---------------------------------------------------------------- | ---------------- | ------------ | -------------- | ------------------- | --------------- |
| مقاطعة لونغهوا ‏ مقاطعة شيويينغ ‏ مقاطعة تشيونغشان ‏ مقاطعة مايلان ‏ |                  |              |                |                     |                 |
| المقاطعة                                                         | حروف صينية مبسطة | نظام بينيين  | المساحة (كلم2) | تعداد السكان (2010) | الكثافة (/كلم2) |
| مقاطعة لونغهوا ‏                                                  | 龙华区           | Lónghuá Qū   | 275            | 593,018             | 2,156           |
| مقاطعة شيويينغ ‏                                                  | 秀英区           | Xiùyīng Qū   | 512            | 349,544             | 683             |
| مقاطعة تشيونغشان ‏                                                | 琼山区           | Qióngshān Qū | 940            | 479,960             | 511             |
| مقاطعة مايلان ‏                                                   | 美兰区           | Měilán Qū    | 553            | 623,667             | 1128            |

### الأحياء
تتعدد الأحياء المتميزة داخل المدينة ومنها:

#### غوماو
غوماو (Guomao) هي منطقة غنية نسبيًا تقع على الساحل بين طريق لونغهوان إلى الشرق وتمتد غربًا لأكثر من كيلومتر واحد. شهد الجزء الغربي من هذه المنطقة تطورًا كبيرًا منذ حوالي عام 2007، وهو يحتوي الآن على العشرات من المباني السكنية الشاهقة المبنية حديثًا.

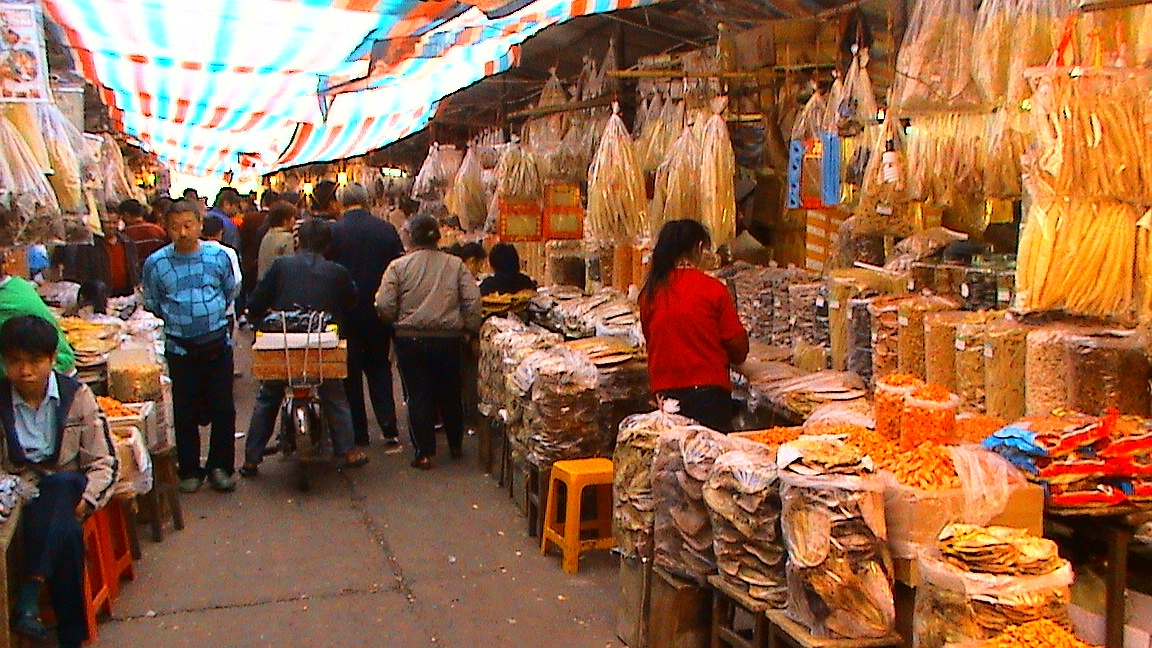
شارع تسوق في منطقة بواي لو (منطقة الاستعمار الفرنسي)

#### طريق بواي
تقع هذه المنطقة التاريخية على الجانب الجنوبي من نهر هايديان، في الجزء الشمالي من البر الرئيسي لهايكو. يتألف جزء كبير من المنطقة من طراز أروقة ومباني متداعية ذات واجهات معمارية أوروبية مع تأثيرات هندية وعربية. جميع المباني مطلية باللون الأبيض ولا يزيد ارتفاعها عن بضعة طوابق. الجزء الشرقي من المنطقة سكني بشكل رئيسي. يحتوي الجزء الغربي على محاور لعناصر مثل الأطعمة الغريبة والحيوانات الأليفة والأقمشة. تم ترميم واجهات المباني والطرق في معظم المنطقة، ويعد طريق تشونغشان أبرزها.

#### منطقة جامعة هاينان
تقع هذه المنطقة في جزيرة هايديان، وتشمل الجزء الكامل من الجزيرة إلى الغرب من طريقها الرئيسي بين الشمال والجنوب. يبدو مشابهًا لغيتو طلابي نموذجي، يحتوي على العديد من أكشاك الطعام والمطاعم الصغيرة غير المكلفة.

#### هايكو ويست كوست
هو عبارة عن حي جديد قيد التطوير في منطقة شيويينغ، حوالي سبعة كيلومترات غرب وسط مدينة هايكو. يقع داخل الحي مركز هاينان الدولي للمؤتمرات والمعارض وملعب نهر ويوان. كما تم نقل عدد من المكاتب الحكومية إلى هناك ويجري بناء العديد من المجمعات السكنية.

## الاقتصاد

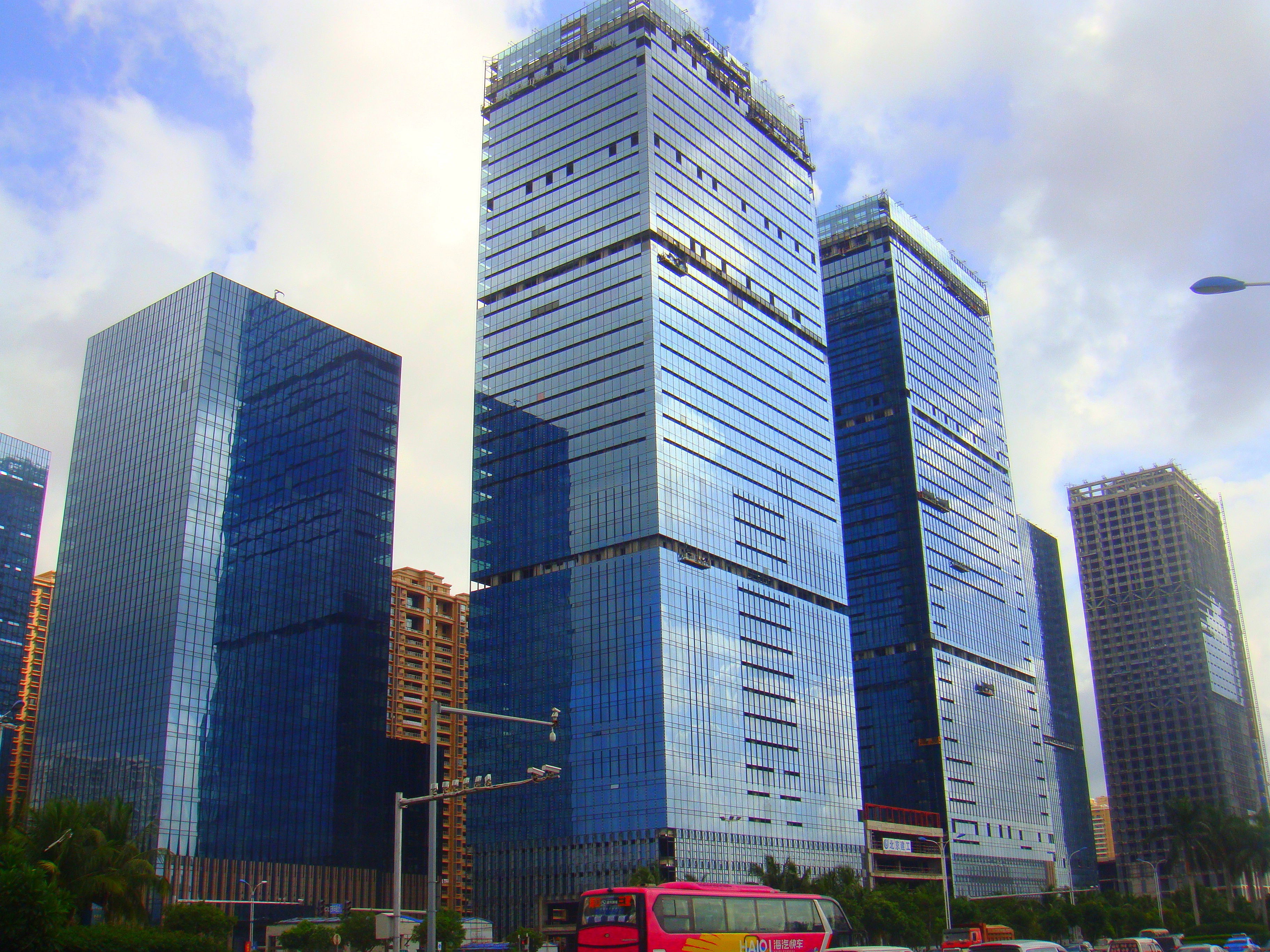
السياحة الدولية الجديدة ومنطقة الأعمال المركزية في شارع غيوشينغ

بلغ نصيب الفرد من الناتج المحلي الإجمالي نحو 3573 دولارًا أمريكيًا في عام 2008، في المرتبة رقم 43 من بين 659 مدينة صينية. في عام 2011، وصل الناتج المحلي الإجمالي للمدينة إلى 71.3 مليار يوان، وهو ما يمثل حوالي 30 في المائة من إجمالي المقاطعة.
تُصدّر هايكو كميات كبيرة من المنتجات الزراعية والماشية.[بحاجة لمصدر] هناك قدر ضئيل من الصناعة، بما في ذلك التعليب والمنسوجات وتقشير الأرز والهندسة الخفيفة.
شارع «السياحة الدولية ومنطقة الأعمال المركزية» هو قيد الإنشاء في الجزء الغربي من شارع غيوشينغ. كان الطريق في السابق موطنًا للمباني الحكومية فقط. ابتداءً من عام 2011، بدأت عدة مجموعات في إقامة مباني المكاتب. يقع أيضًا في الطرف الغربي من غيوشينغ المقر الرئيسي لشركة خطوط هاينان الجوية.
بالقرب من الطرف الجنوبي لجزيرة هايكو، يقع مقر شركة هايما لتصنيع السيارات في العالم.
منطقة التجارة الحرة في هايكو (Haikou FTZ) (海口保税区) هي منطقة على مستوى الولاية بمساحة 1.93 كيلومتر مربع تقع بين طريق نانهي وطريق ييهاي. تمت الموافقة عليه في 21 أكتوبر 1992، من قبل مجلس الدولة.

## التعليم

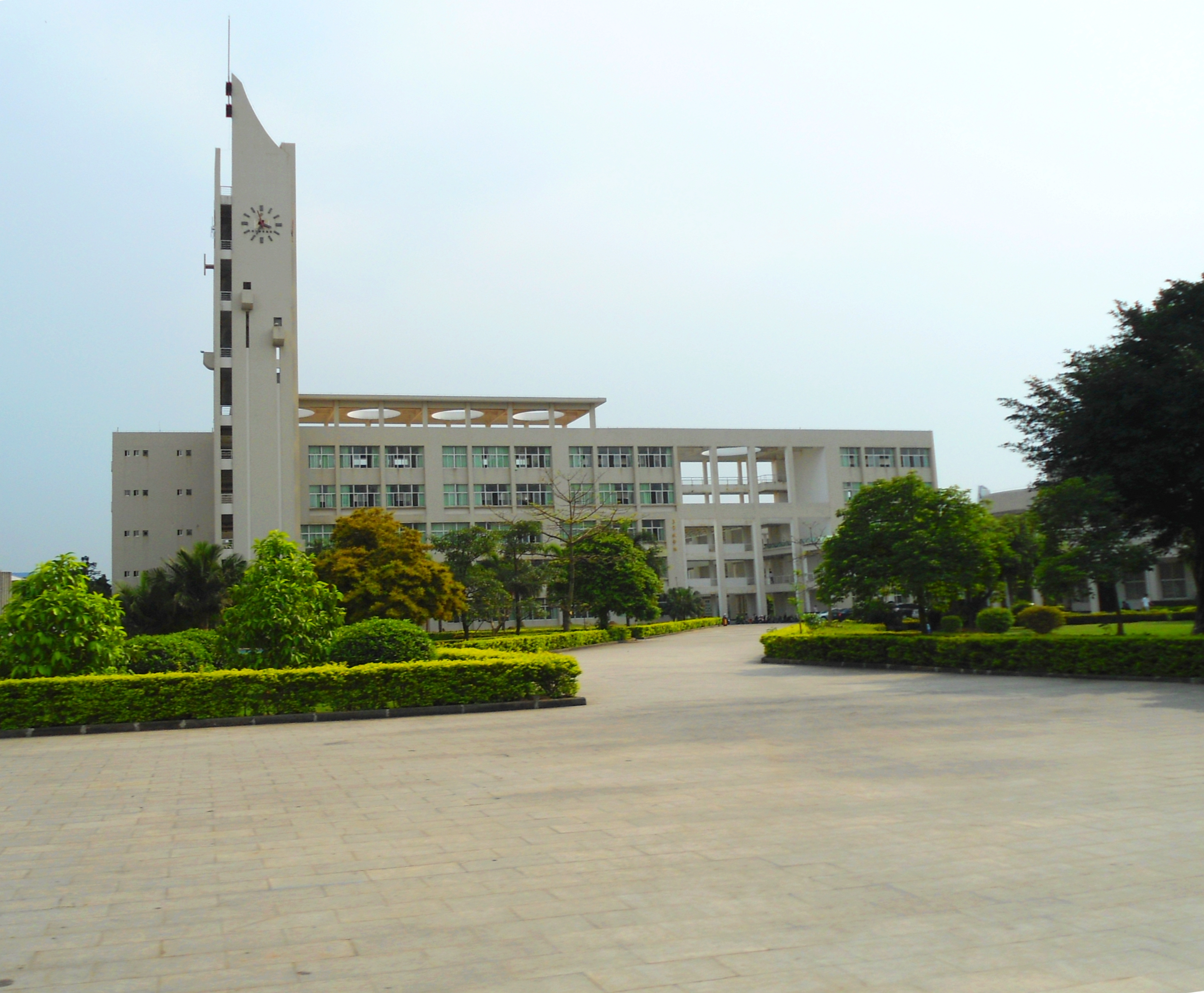
جامعة هاينان داخل البوابة الشمالية.

توجد العديد من المؤسسات التعليمية الكبرى في هايكو:
- يقع حرم جامعة هاينان الرئيسي في جزيرة هايديان في هايكو، مع جامعة جنوب الصين الاستوائية الزراعية، وهي الآن جزء من الجامعة، وتقع في الجزء الجنوبي من المدينة.
- تعد جامعة هاينان العادية [الإنجليزية]‏ أقدم مؤسسة للتعليم العالي. يبلغ عدد المسجلين فيها أكثر من 20.000، بما في ذلك حوالي 200 طالب أجنبي، وقد شيدت مؤخرًا حرمًا جامعيًا جديدًا في غويلينيانغ، خارج هايكو.
- كلية الطب هاينان، التي تأسست عام 1993، تقدم شهادات علمية في الطب. تقع في الجزء الجنوبي من المدينة.
- تقع جامعة تشيونغشان في منطقة تشيونغشان.
- كلية هايكو للاقتصاد، تقع بجوار شارع غيوشينغ، مع حرم جامعي جديد في غويلينيانغ.
- تقع الأكاديمية الصينية للعلوم الزراعية الاستوائية عبر الطريق من كلية الطب هاينان.
- مدرسة هاينان المتوسطة

## وسائل النقل

### الحضرية
هايكو لديها خدمة حافلات واسعة النطاق في المناطق الحضرية. الأجرة القياسية هي 1 يوان، مع عدم وجود ممر للحافلة أو تذكرة أو نظام نقل. تم تشغيل الحافلات الصغيرة الحضرية قبل عام 2009، ولكن تم التخلص التدريجي منها منذ ذلك الحين. تعمل سيارات الأجرة والدراجات البخارية الكهربائية في جميع أنحاء المدينة. خلال الفترة من 2009 إلى 2010، حظرت الشرطة سيارات الأجرة التي تعمل بالبنزين وصادرتها عند العديد من نقاط التفتيش داخل المدينة.
لقد شهدت هايكو زيادة كبيرة في عدد السيارات منذ أوائل العقد الأول من القرن الحادي والعشرين. أصبحت حركة المرور في الشوارع الرئيسية، التي كانت خفيفة في يوم من الأيام، مشابهة للمدن الرئيسية الأخرى، مع مشاكل ساعة الذروة التي دفعت المدينة إلى توسيع العديد من الطرق الرئيسية وبناء طريق جديد مرتفع من الطرف الغربي لشارع غيوشينغ إلى التطورات الجديدة غرب هوليداي بيتش.
تحتوي العديد من الطرق الرئيسية في المدينة على حارة جانبية، مفصولة بوسيط، للمركبات ذات العجلتين.
تم تركيب حواجز مادية في العديد من الشوارع الرئيسية ذات الاتجاهين في جميع أنحاء المدينة من أجل فصل الممرات المتقابلة. تم تركيبها لأسباب تتعلق بالسلامة لمنع المشاة من عبور الشوارع في مواقع أخرى غير التقاطعات.
لا تنتشر المدارات في هايكو، حيث يتم استخدامها بشكل أساسي على طريق هاي شيو وبعض المواقع الأخرى.
تستخدم كاميرات المرور في العديد من التقاطعات الرئيسية في المدينة، ويتم إصدار التذاكر بالبريد لمخالفات إشارات المرور.

#### الدراجات المشتركة

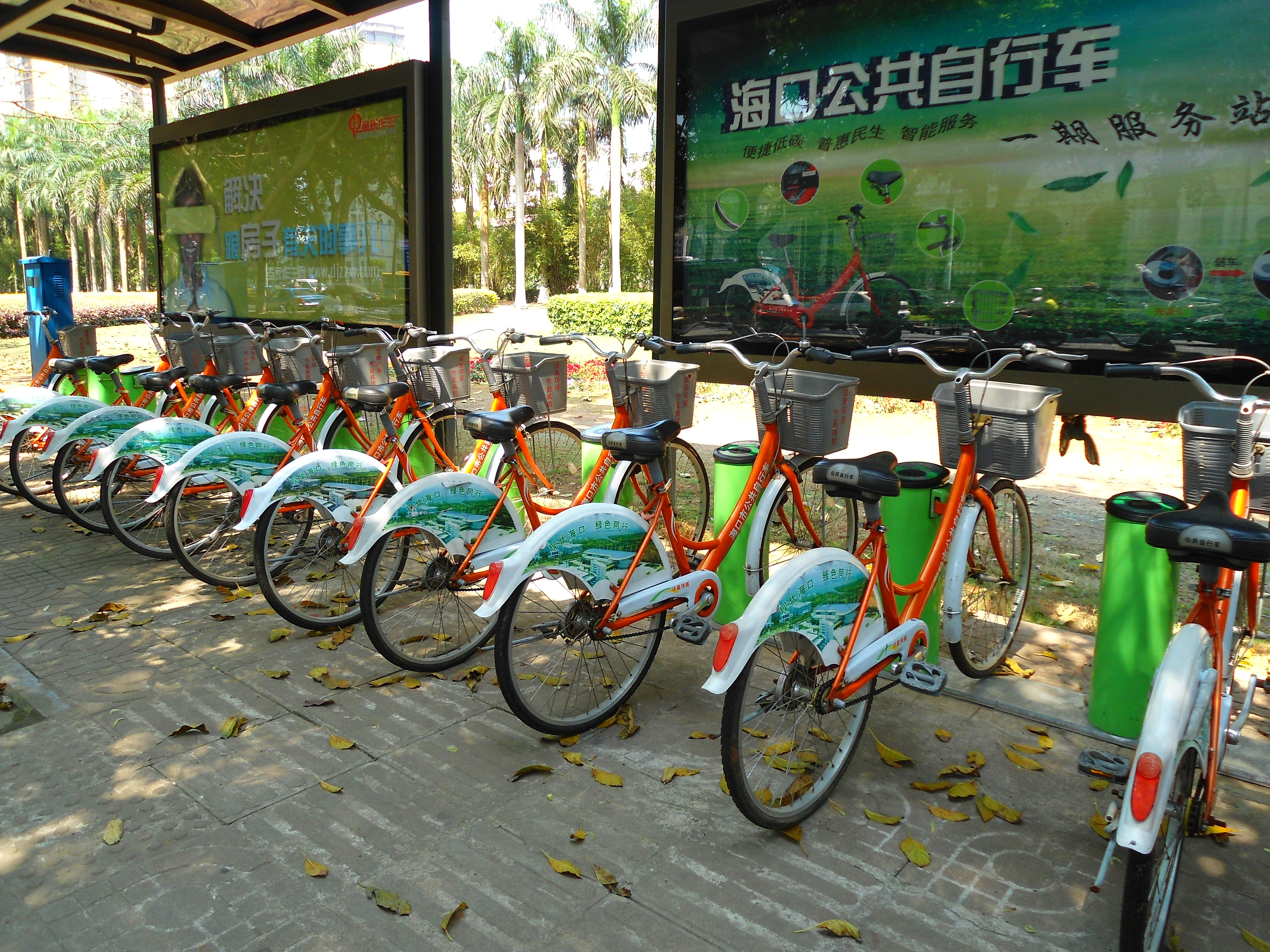
محطة نظام دراجات عامة في هايكو.

يحتوي نظام هايكو العام للدراجات على حوالي 20000 دراجة. يتم استخدام نظام بطاقة ممغنطة مسبقة الدفع للوصول إليها. اعتبارًا من 24 يناير 2017، دخلت خدمة تقاسم ركوب الدراجات "Dockless" التي يتم تشغيلها بشكل خاص والمستندة إلى التطبيق المحمول. بحلول أبريل، كان هناك حوالي 40.000 من هذه الأنواع من الدراجات متوفرة. تبلغ التكلفة نحو 2 يوان صيني في الساعة. تحتوي دراجات (Ofo) و (Quick to) على إطارات بها أنابيب، مما يعني أن العديد منها تُرك في جميع أنحاء المدينة بإطارات مثقوبة. قام نظام هايكو العام للدراجات بتركيب عدد من الدراجات الجديدة الأكثر حداثة بإطارات لا يمكن ثقبها. يستخدم جزء من أسطول (Mobike) أيضًا هذه الأنواع من الإطارات.

### الطيران
يوجد في هايكو مطار هايكو ميلان الدولي، والذي يقع على بعد 25 كـم (16 ميل) من المدينة.
في يناير 2011، تم اختيار هايكو ليكون أول موقع اختبار لتجربة تسمح برحلة هليكوبتر خاصة في الصين.

### السكة الحديدية

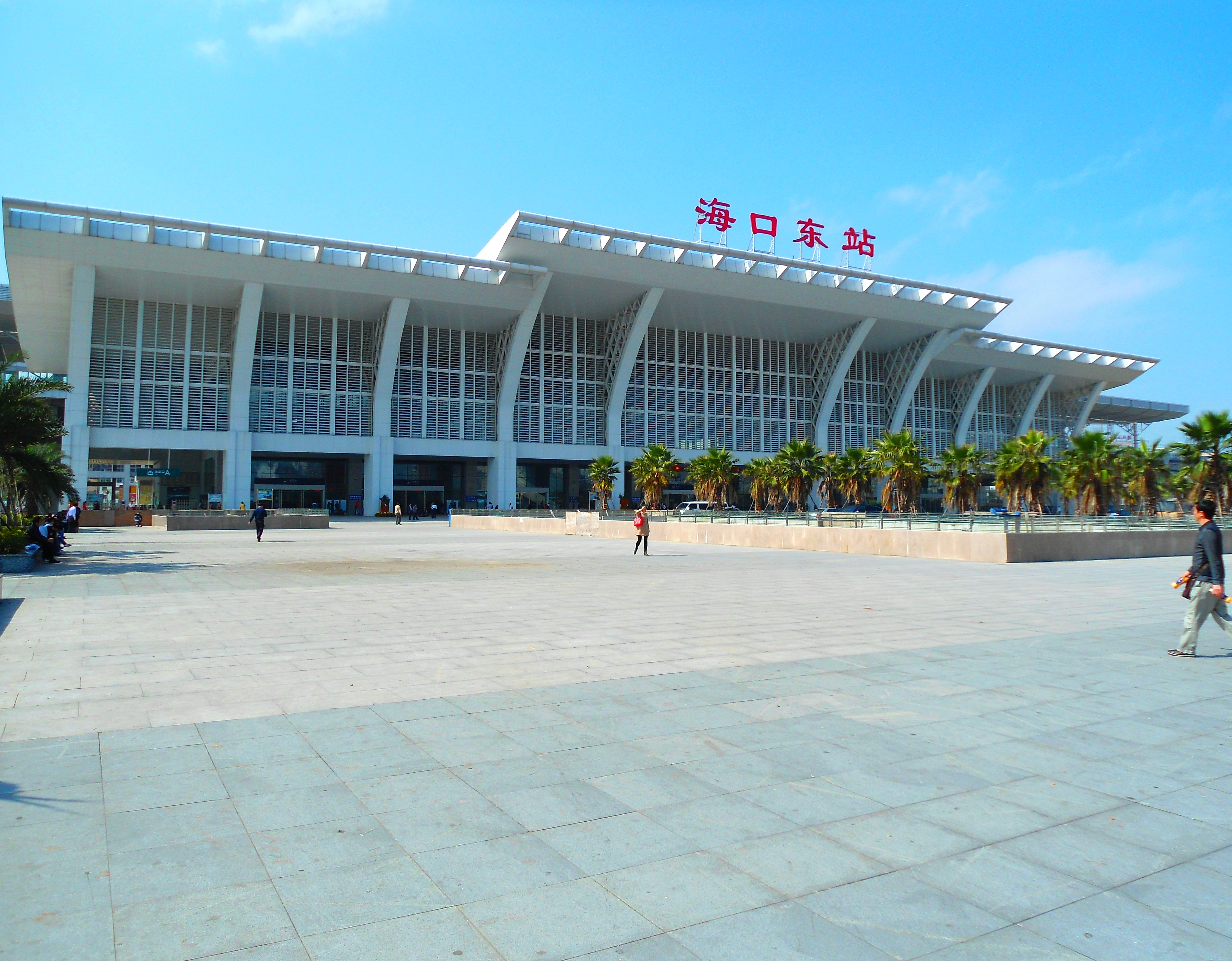
محطة سكة حديد هايكو الشرقية

تربط سكة حديد هايكو بالبر الرئيسي. تقوم خدمة العبارات بنقل عربات السكك الحديدية، إلى جانب المركبات الأخرى عبر المضيق.
تربط سكة حديد هاينان إيست رينغ بين هايكو وسانيا. هناك 15 محطة بينهما، إما قيد التشغيل أو لا تزال قيد الإنشاء. تم تصميم القطارات للسفر بسرعة 250 كم/س (155 ميل/س). تستغرق الرحلة من هايكو إلى سانيا حوالي ساعة و 22 دقيقة. المحطة الرئيسية في هايكو هي محطة سكة حديد هايكو الشرقية الواقعة بالقرب من الطرف الجنوبي لطريق لونغوان. في عام 2018، تم نقل محطة هايكو الجنوبية، محطة الحافلات الرئيسية، وهي الآن مباشرة إلى الجنوب الشرقي من محطة سكة حديد هايكو الشرقية.
في عام 2015، بدأ تشغيل سكة حديد هاينان الغربية عالية السرعة ‏. يمتد هذا الخط الثاني عالي السرعة على طول الساحل الغربي لهاينان متصلاً بخط سكة حديد هاينان إيسترن رينغ.
ابتداءً من 1 يوليو 2019، بدأت قطارات هايكو سوبربان عملها. سيتم تشغيل ما يصل إلى 7 قطارات صينية (CRH6) مع كبريتات مصممة خصيصًا بين محطة هايكو ومحطة ميلان. أطول مسافة تقطعها في اتجاه واحد هي حوالي 38 كيلومترًا مع 4 محطات بينهما.

### الطرق
تربط ثلاثة طرق سريعة رئيسية هايكو بأجزاء أخرى من هاينان، تمتد من الشرق والغرب والجنوب عبر وسط المقاطعة. يربط طريق هايوان السريع المدينة مع وينشانغ إلى الجنوب الشرقي. محطة الحافلات الرئيسية هي محطة حافلات هايكو ‏، وتقع بجانب محطة سكة حديد هايكو الشرقية.

### الموانئ البحرية

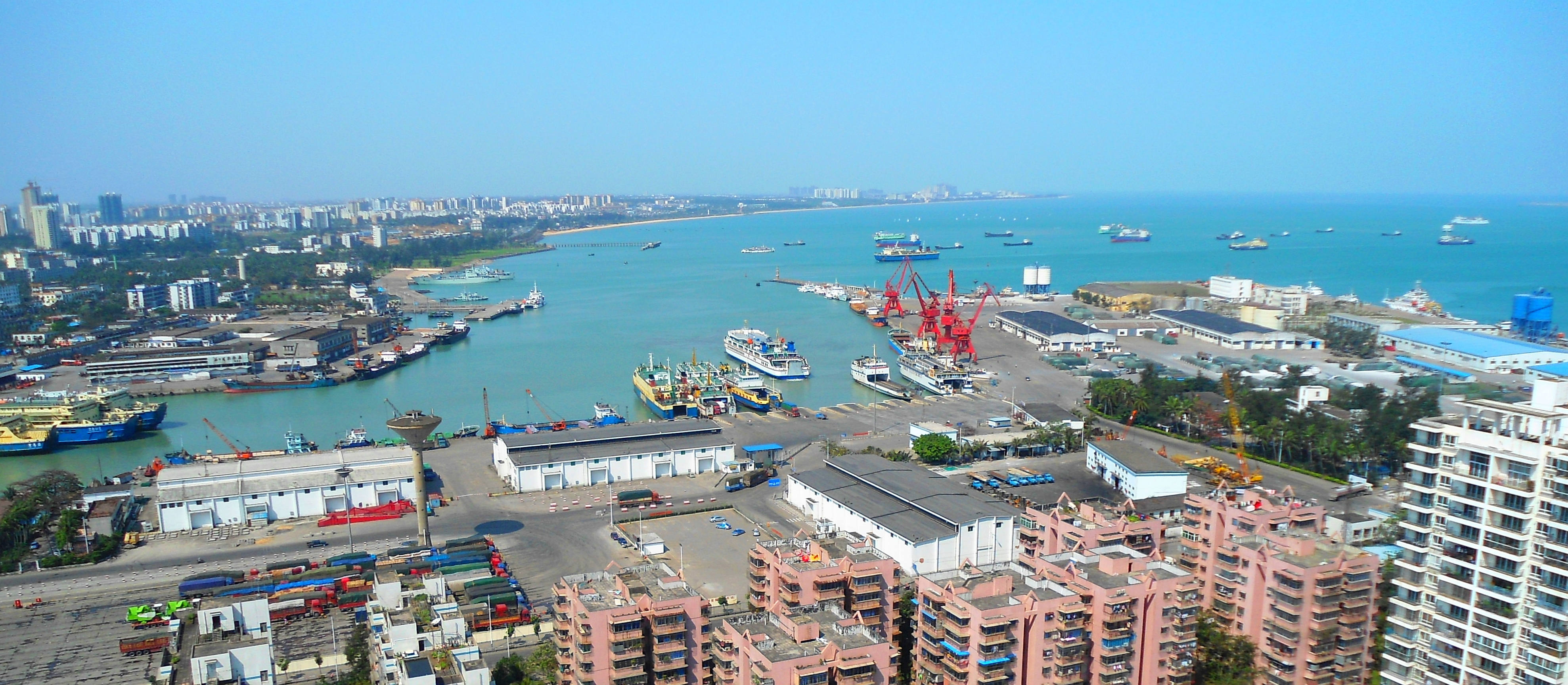
ميناء هايكو شيويينغ

هايكو لديها أربعة موانئ بحرية لخدمة الركاب والبضائع. يقع ميناء هايكو الجديد ‏، المعروف سابقًا باسم المرفأ الداخلي، على الجانب الجنوبي من مصب نهر هايديان. يقع ميناء هايكو شيويينغ على بعد حوالي 7 كـم (4 ميل) غرب ميناء هايكو الجديد. هذا الميناء أكبر بكثير، وهو مركز التوزيع الرئيسي للبضائع التي تدخل هاينان. وهو أيضًا ميناء رئيسي للهجرة إلى جزيرة هاينان. على بعد حوالي 20 كـم (12 ميل) غرب وسط مدينة هايكو يوجد الميناء الجنوبي وميناء هايكو الجديد البحري.

## الفنون والثقافة

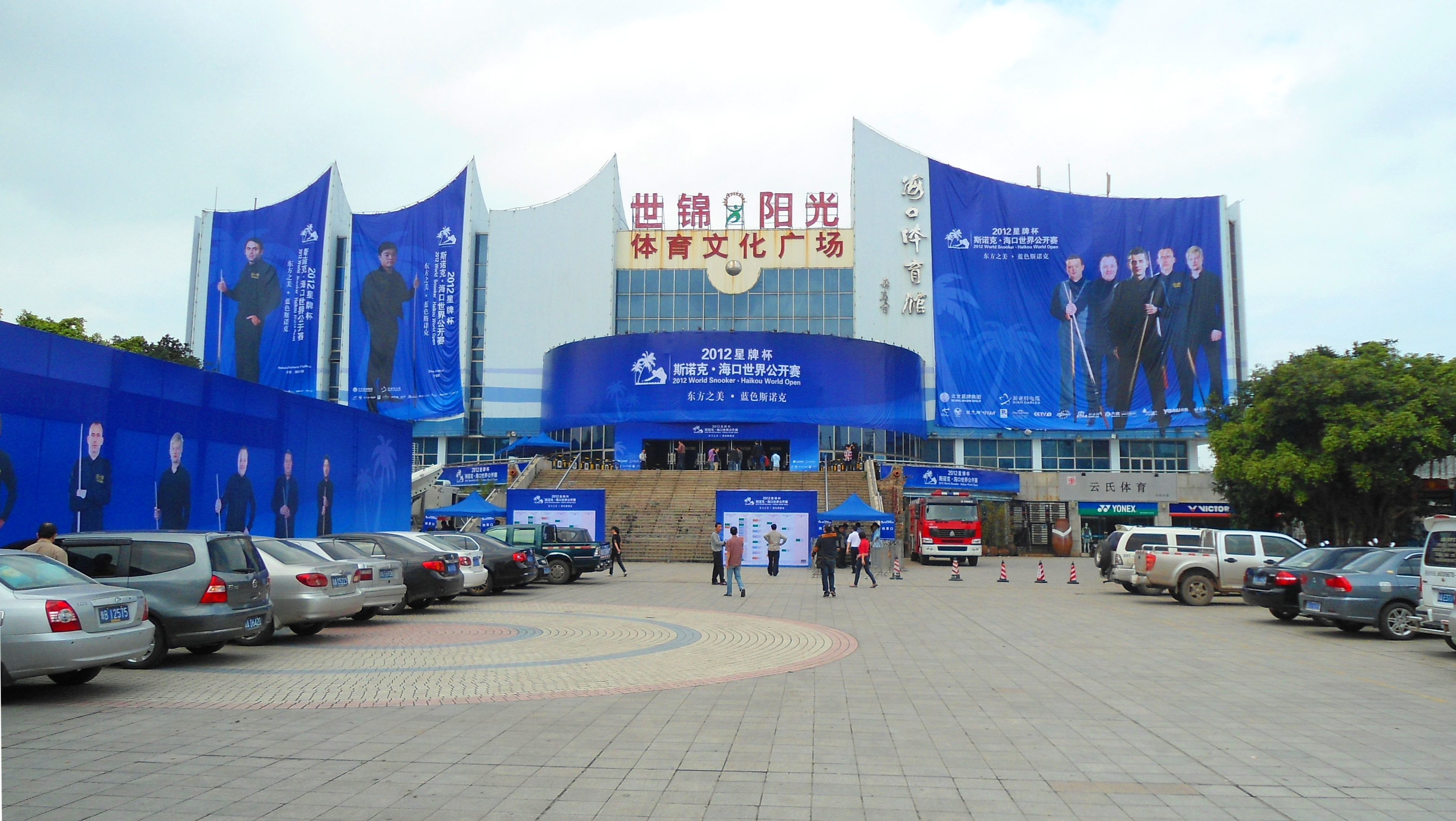
ملعب مدينة هايكو

العديد من المباني العامة الكبيرة تحتل الآن شارع غيوشينغ، المنطقة الجديدة للفنون والثقافة. وتشمل هذه المباني متحف مقاطعة هاينان، ومكتبة مقاطعة هاينان، ومركز هاينان للفنون المسرحية. تقع جميعها بالقرب من بعضها البعض على الجانب الجنوبي من الطريق، غرب كلية هايكو للاقتصاد، حرم هايكو.
في الجانب الغربي من مُنتزه إيفرغرين توجد قاعة هايكو الكبرى للشعب، وقاعة للحفلات الموسيقية، ومركز هاينان للمعارض والمؤتمرات، وهو مركز كبير للمعارض التجارية والأحداث التجارية الأخرى. ملعب مدينة هايكو، هو المكان الرئيسي للأحداث الرياضية، ويقع في الركن الجنوبي الشرقي من مُنتزه إيفرجغرين.

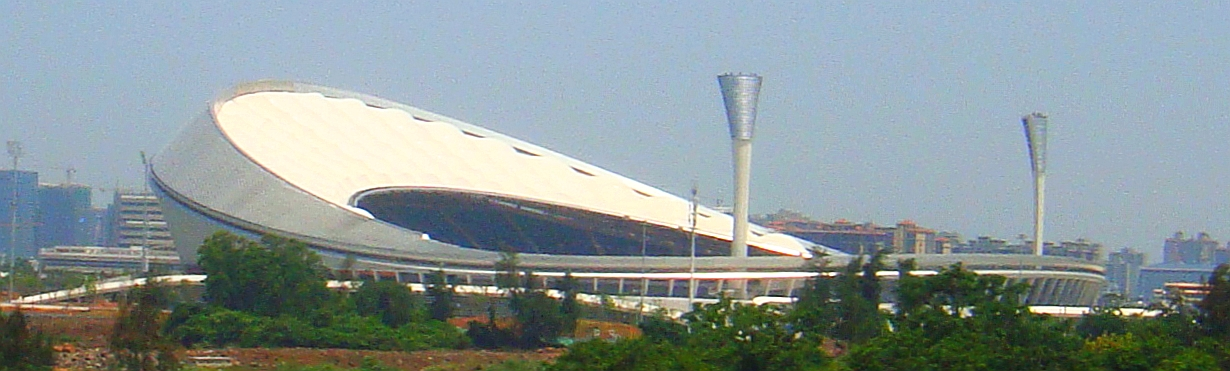
ملعب هووانهي

تم افتتاح ملعب هووانهي في أبريل 2018، ويقع غرب وسط مدينة هايكو، بالقرب من ساحل هايكو الغربي المبني حديثًا. بسعة تزيد عن 40.000، هو أكبر ملعب في المحافظة.
تشمل المواقع الثقافية القديمة المباني التي تم ترميمها الآن في منطقة طريق بواي، وقبر هاي روي، وقلعة شيويينغ في منطقة غوماو، ومعبد اللوردات الخمسة، ومقبرة شهداء معركة هاينان للتحرير.

## السياحة
تُعرف هايكو أيضًا باسم «مدينة جوز الهند»، وهي مقصد سياحي مهم للصين. استقبلت المدينة 4.11 مليون سائح في عام 2002، بزيادة 7.99 في المائة عن عام 2001. وفي عام 2019، تجاوز عدد السائحين في هايكو 83.11 مليون. كسبت المدينة ما يقرب من ثلاثة مليارات يوان (361 مليون دولار أمريكي) من صناعة السياحة خلال تلك الفترة، بزيادة 11 بالمائة عن العام السابق.
تقوم هايكو أيضًا بتطوير صناعة الاجتماعات والحوافز والمؤتمرات والمعارض. أنشأت الحكومة المحلية مكتب هايكو للمؤتمرات والمعارض في يونيو 2012 وتعهدت بتقديم 35 مليون يوان (5.6 مليون دولار أمريكي) لدعم تطوير صناعة المؤتمرات والمعارض. المزيد من سلاسل الفنادق الدولية تصل أيضًا. بحلول عام 2013، تضمنت العلامات التجارية العالمية شانجريلا وويستين (الافتتاح في سبتمبر 2013) وشيراتون.
في عام 2016، كشفت مجموعة تشاينا ميرشانتس القابضة عن خططها لتطوير شنجن وهايكو وسانيا باعتبارها الموانئ الثلاثة المقصودة التي ستخدمها رحلات الركاب البحرية في بحر الصين الجنوبي. بعد ذلك، تم افتتاح محطة رحلات بحرية كبيرة للركاب في شنجن في أكتوبر 2016.

## توأمة
لدى هايكو اتفاقيات توأمة مع كل من:
| المدن                | البلد            | تاريخ اتفاقية التوأمة |
| -------------------- | ---------------- | --------------------- |
| داروين               | أستراليا         | 5 سبتمبر 1990         |
| بيرث                 | المملكة المتحدة  | 3 فبراير 1992         |
| سان نازير            | فرنسا            | 27 يونيو 1992         |
| أوكلاهوما سيتي       | الولايات المتحدة | 20 نوفمبر 1992        |
| مدينة زنجبار         | تنزانيا          | 30 أكتوبر 1997        |
| غدينيا               | بولندا           | 24 أبريل 2006         |
| فيكتوريا             | سيشل             | 25 يوليو 2007         |
| يانغون               | ميانمار          | 16 يونيو 2017         |
| ريجنسي شمال لومبوك ‏] | إندونيسيا        |                       |
| سكوتسديل             | الولايات المتحدة |                       |

## صور

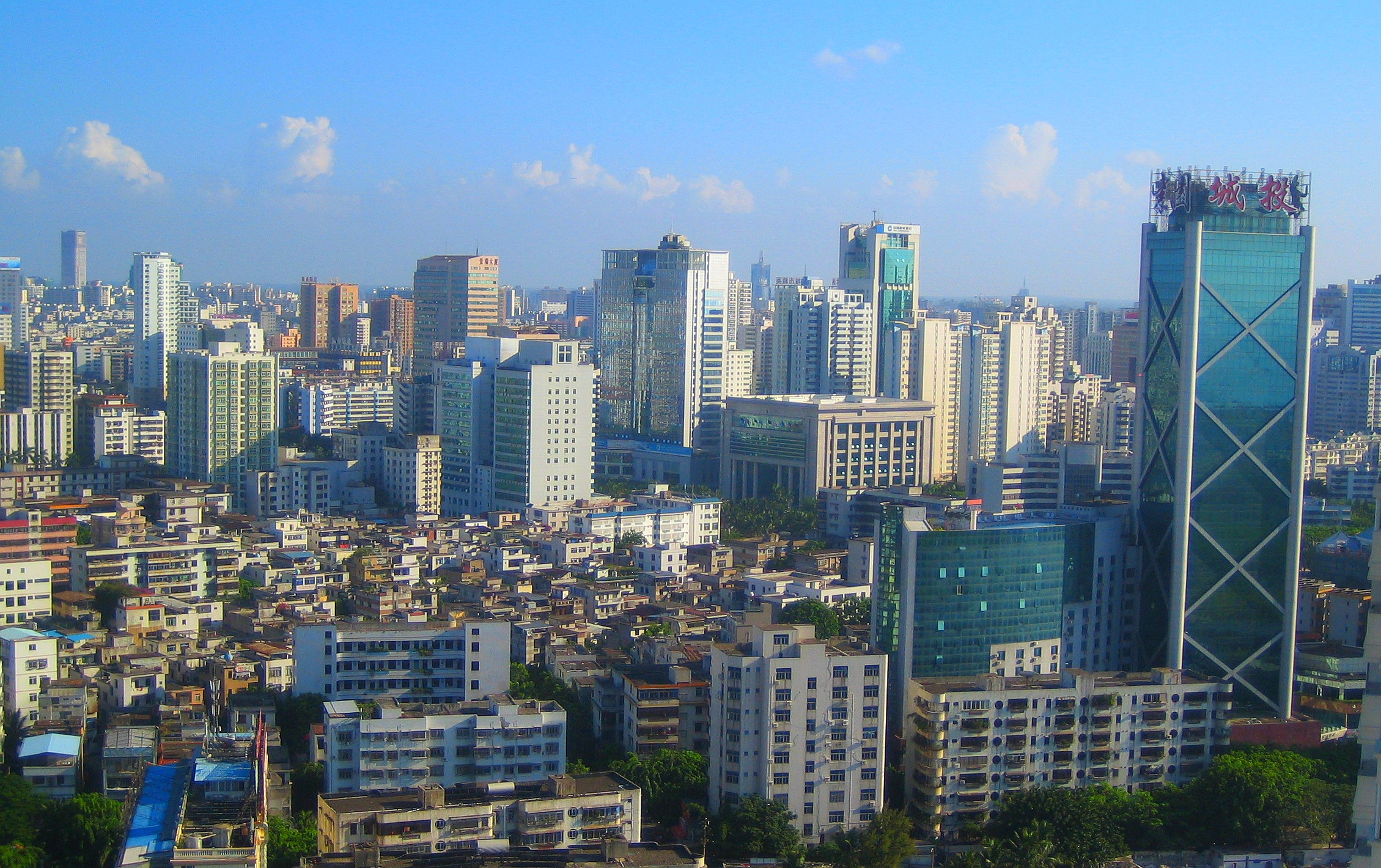
منظر جنوبي من طريق بينهاي
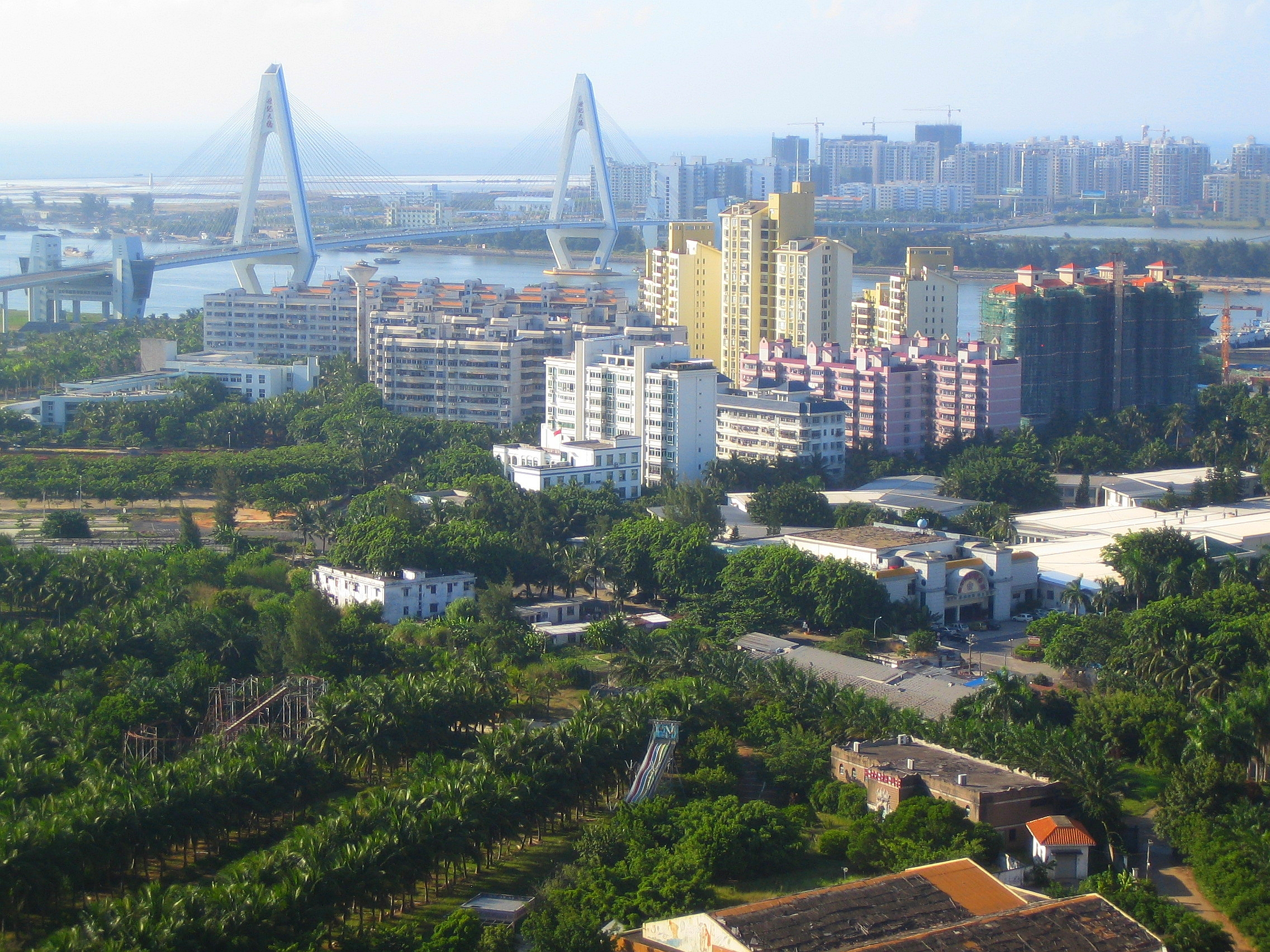
جسر هايكو سنشري
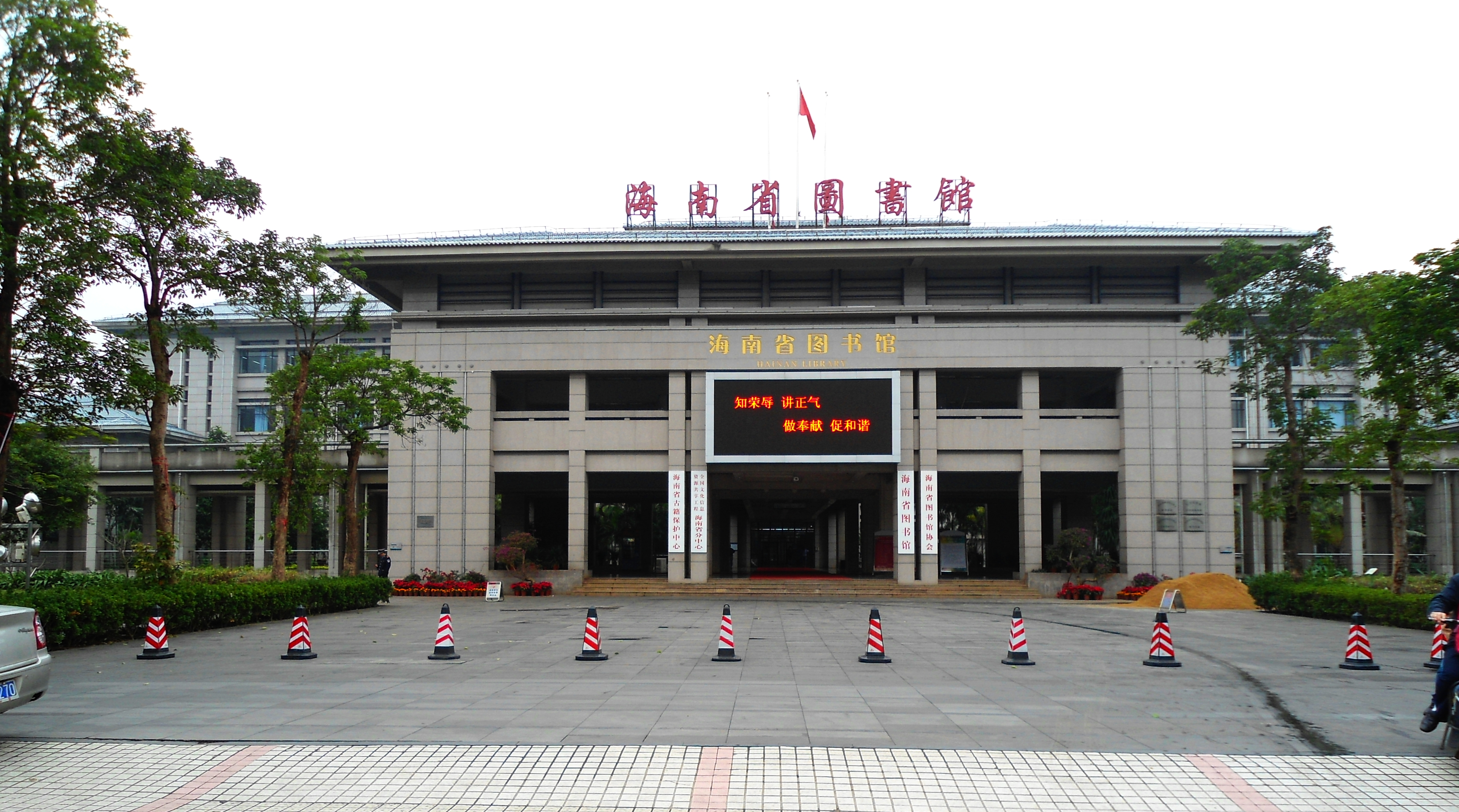
مكتبة هاينان
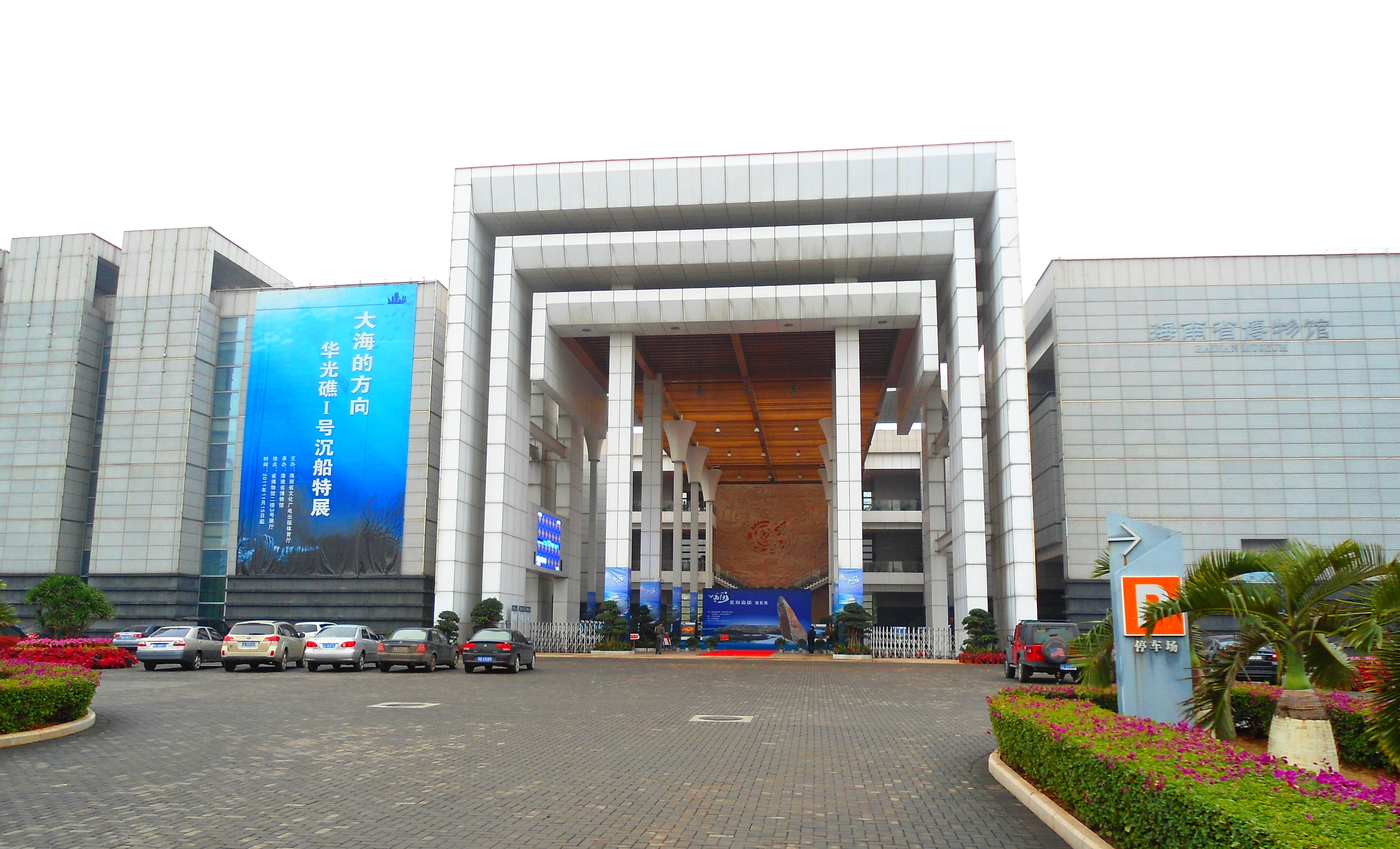
متحف هاينان
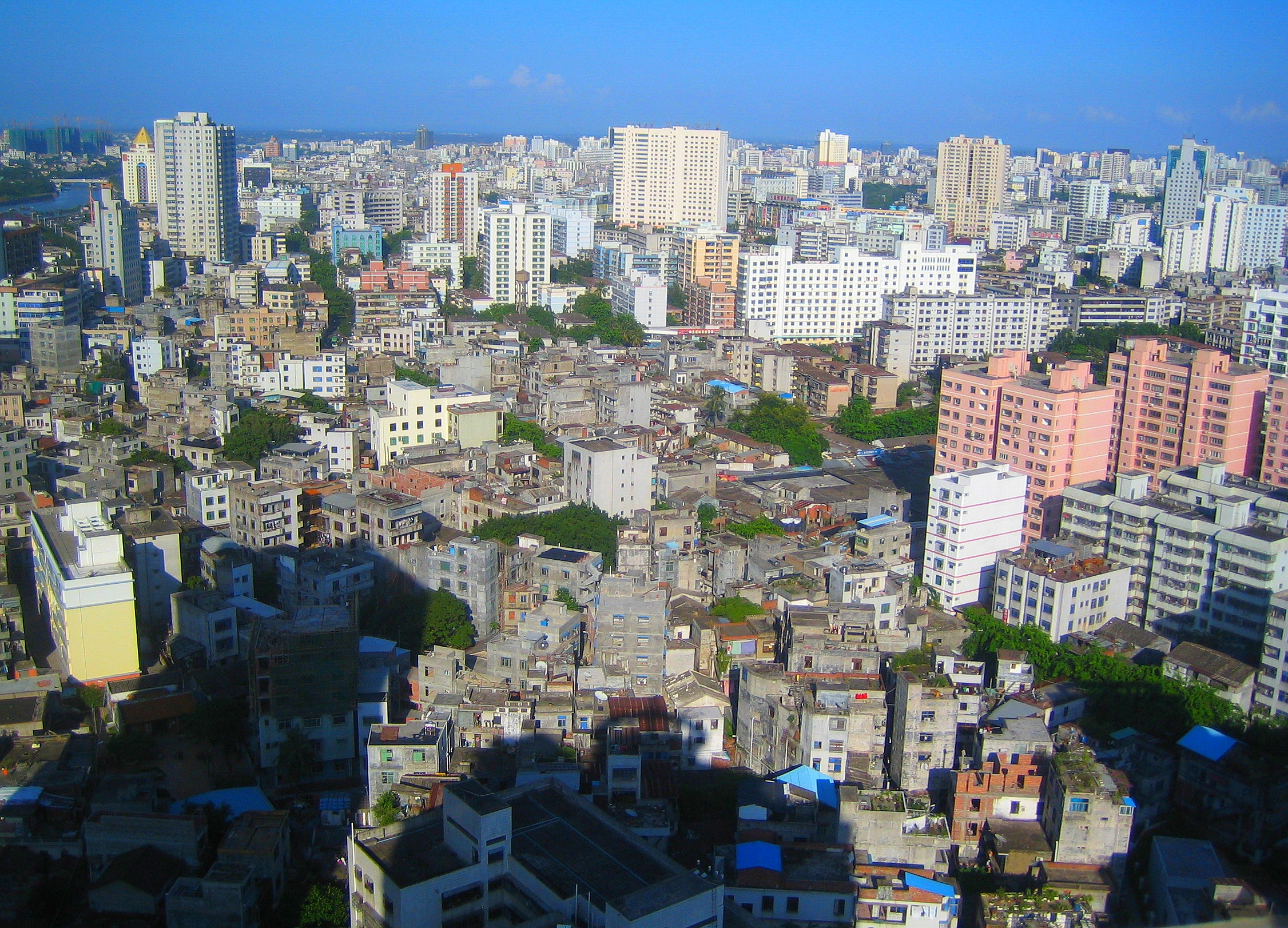
منظر من منطقة مُنتزه إيفرغرين
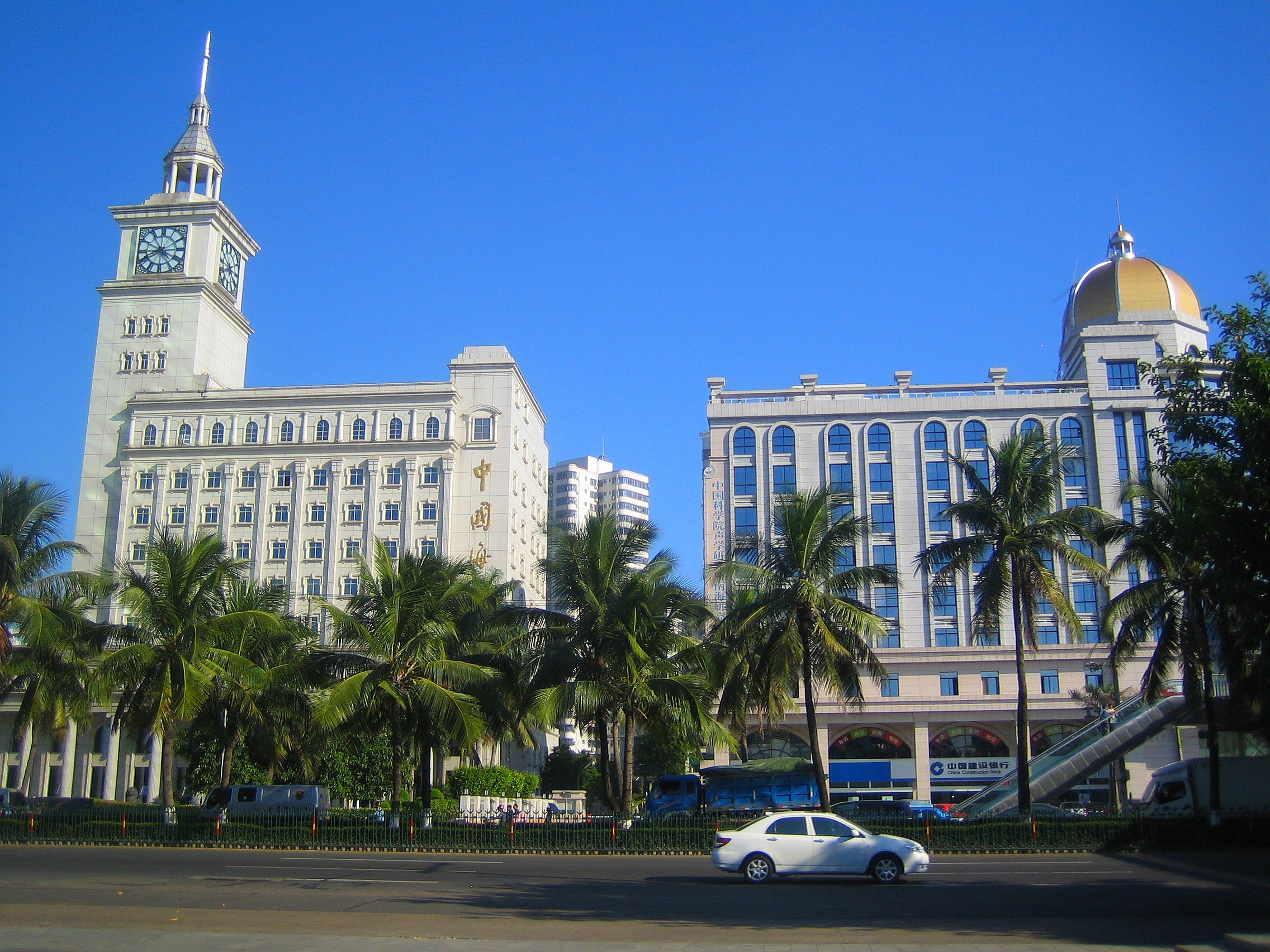
مبنى الجمارك

## أعلام
- وانغ فاي فاي